# Proof of History
Proof of History (PoH) ist ein Konsensmechanismus, der von der Blockchain Solana entwickelt wurde, um die Effizienz und Skalierbarkeit von Distributed-Ledger-Technologien zu verbessern. Im Gegensatz zu traditionellen Proof-of-Work(PoW)- oder Proof-of-Stake(PoS)-Modellen, die auf der Validierung von Transaktionen und der Erstellung neuer Blöcke basierend auf Rechenleistung oder gestaketen Token beruhen, nutzt PoH eine kryptografische Technik, um die Reihenfolge und den Zeitstempel von Transaktionen in einer Blockchain eindeutig nachzuweisen.
Die Grundidee von PoH besteht darin, eine zeitliche Sequenz von Ereignissen durch einen verifizierbaren kryptografischen „Verzögerungsmechanismus“ zu erzeugen, der es ermöglicht, dass alle Teilnehmer im Netzwerk die Reihenfolge der Transaktionen in einer bestimmten Zeitspanne ohne die Notwendigkeit eines zentralen Zeitgebers nachvollziehen können. Durch die Verwendung von Hashfunktionen wird eine Kette von Ereignissen erzeugt, bei der jeder neue Schritt auf den vorherigen aufbaut und somit eine fälschungssichere Chronologie entsteht. Dieser Mechanismus reduziert die Notwendigkeit von aufwändigen Berechnungen und erhöht die Transaktionsgeschwindigkeit.
Im Rahmen des Proof-of-History-Modells ist es für Validatoren nicht notwendig, die gesamte Historie der Blockchain ständig zu überprüfen. Stattdessen wird das PoH-Verfahren verwendet, um eine „historische Zeitstempel“ für die Transaktionen zu erstellen, wodurch der Konsensprozess beschleunigt und die Belastung des Netzwerks reduziert wird. PoH wird oft zusammen mit anderen Konsensmechanismen wie Proof of Stake verwendet, um ein robustes und skalierbares Blockchain-System zu ermöglichen.
Ein wesentlicher Vorteil von Proof of History liegt in der Verbesserung der Skalierbarkeit und der Geschwindigkeit, mit der Transaktionen verarbeitet werden können. Da die Zeitstempel und die Reihenfolge von Transaktionen im Vorfeld ermittelt sind, können Validatoren schneller und effizienter neue Blöcke validieren. Dies führt zu einer höheren Anzahl an Transaktionen pro Sekunde (TPS) und ermöglicht es der Blockchain, eine größere Anzahl von Nutzern und Anwendungen zu unterstützen.